# Ruschia nieuwerustensis
Ruschia nieuwerustensis är en isörtsväxtart som beskrevs av L. Bol. Ruschia nieuwerustensis ingår i släktet Ruschia och familjen isörtsväxter. Inga underarter finns listade i Catalogue of Life.